# Fokföldi szövőmadár
A fokföldi szövőmadár (Ploceus capensis) a madarak osztályának a verébalakúak (Passeriformes) rendjéhez, ezen belül a szövőmadárfélék (Ploceidae) családjához tartozó faj.

## Elterjedése
A Dél-afrikai Köztársaság területén, Fokföld nyugati részén honos.

## Alfajai
- Ploceus capenis capensis
- Ploceus capenis olivaceus
- Ploceus capenis rubricomus

## Megjelenése
Feje oldala és egész alsóteste sárga; a szem és fül táján elmosódott gyenge olajzöldesbarnás folt. Homloka aranysárga; ez a szín a fejtetőn olajsárgába, azután pedig a felsőtest sárgászöld színébe megy át. A hát tollain feketebarna foltozást látunk; az evezők, ezek fedőtollai és a kormánytollak feketebarnák, sárgászöld szegéllyel. Szeme vörös, csőre sötét szarubarna, lába hússzínű.

## Szaporodása
|  |  |